# Баранович, Алексей Иванович
Алексей Иванович Барано́вич (1892, Волынская губерния — 1961, Москва) — советский украинский историк-медиевист, доктор исторических наук (1951), педагог.

## Биография
Сын священника. Родился 22 июня 1892 года[по какому календарю?] в Староконстантинове Волынской губернии (ныне Хмельницкой области Украины).
Окончил Житомирскую гимназию. В 1911—1916 годах обучался на историко-филологическом факультете Петроградского университета.
В 1916—1920 гг. преподавал историю в гимназиях на Волыни. В 1918 году — сотрудник библиографическо-архивного отдела Главного управления по делам искусств и национальной культуры.
В 1920—1923 гг. — заведующий уездным отделом народного образования, заведующий педагогическими курсами, заведующий староконстантиновским музеем и городским архивом.
В 1923—1925 гг. — преподавал в киевских школах; в 1924—1926 работал аспирантом; в 1926—1930 — научный сотрудник кафедры истории Украины при ВУАН.
В 1923—1933 г. — научный сотрудник Историко-географической комиссии при ВУАН, в 1930—1933 — Комиссии по изучению социально-экономической истории Украины при ВУАН, в 1934 — Историко-археографического института ВУАН.
До начала Великой Отечественной войны преподавал в вузах Симферополя.
Участник Великой Отечественной войны. После демобилизации с 1945 года работал в Институте истории АН СССР (Москва).
Умер 3 мая 1961 года в Москве. Похоронен на Введенском кладбище (уч. 17).

## Научная деятельность
А. Барано́вич — специалист в области социально-экономической истории Украины, Беларуси, Литвы и Польши XVI—XVIII веков. В 1946 году защитил кандидатскую диссертацию на тему «Помещичий город во времена Речи Посполитой. Староконстантинов XVI—XVIII веков», в 1951 — докторскую «Магнатское хозяйство на юге Волыни в XVIII веке».
Автор около 50 научных работ, в том числе:
- З історії заселення Південної Волини. Спостереження над колонізацією і економічним життям волинського пограниччя XVI—XVII вв. // ЗІФВ УАН. — 1925. — Т. VI;
- «Очерки магнатского хозяйства на юге Волыни в XVIII веке» (1926);
- «Панське місто за часів Польської держави: Старий Костянтинів» (1928);
- Панське господарство в ключі Володарськім за часів Коліївщини // Ювілейний збірник на пошану академікові М. С. Грушевському. — Киев, 1928. — Т. 1. — С. 274—279;
- «Залюднення Волинського воєводства в першій половині XVII ст.» (1930);
- «Залюднення України перед Хмельниччиною. Волинське воєводство» (1931);
- «Помещичий город времен Речи Посполитой» (1947);
- Упадок городов Речи Посполитой: Староконстантинов в XVIII в. // Вопросы истории. — 1947. — № 8. — С. 30—49;
- Население предстепной Украины в XVI в. // Ист. зап. — М., 1950. — Т. 32. — С. 198—232;
- Новый город западной Украины XVI в.: Основание Староконстантинова // Уч. зап. Ин-та славяноведения АН СССР. — 1951. — Т. 3. — С. 236—263;
- Фольварки Вишневецкого ключа во второй половине XVIII в. // Академику Б. Д. Грекову ко дню 70-летия. — М., 1952. — С. 303—310;
- Хозяйство фольварка на юге Волыни в XVIII в. // Материалы по истории земледелия СССР. — М., 1952. — Т. 1. — С. 411—458;
- Магнатское хозяйство на юге Волыни в XVIII в. / Акад. наук СССР. Институт истории. — М.: Изд-во Акад. наук СССР, 1955. — 184 с.;
- Украина // Очерки истории СССР: Период феодализма. Конец XV в. — начало XVII в. — М., 1955. — С. 710—735;
- Украина и Белоруссия; Воссоединение Украины с Россией // Очерки истории СССР: Период феодализма. XVII в. — М., 1955. — С. 667—712;
- К изучению магнатских архивов Украины // Проблемы источниковедения. — М., 1956. — Т. 5. — С. 146—158;
- Правобережная Украина // Очерки истории СССР: Период феодализма. Россия во второй половине XVIII в. — М., 1956. — С. 593—600;
- Украина накануне освободительной войны середины XVII в. (Соц.-экон. предпосылки войны) / Акад. наук СССР. Институт истории. — М.: Акад. наук СССР, 1959. — 209 с.;
- Опустошение и восстановление Правобережной Украины во второй половине XVII и начале XVIII вв. // История СССР. — 1960. — № 5. — С. 148—158;
- К вопросу о запустении и заселении украинских земель в XVI — начале XVII вв. // Вопросы социально-экономической истории и источниковедения периода феодализма в России. — М., 1961. — С. 40—42.
- «Украина накануне освободительной войны середины XVII в.» (1959).

Входил в редакционную коллегию сборника «Воссоединение Украины с Россией» (М.: Акад. наук СССР, 1954. — 439 с.).